# Pena de muerte en Hungría
La pena de muerte fue abolida por completo en Hungría el 24 de octubre de 1990 por el Tribunal Constitucional (Decisión 23/1990). Un mes después, el 1 de diciembre de 1990, entró en vigor el Protocolo N.º 6 de la CEDH. Hungría también adoptó más tarde el Segundo Protocolo Facultativo del Pacto Internacional de Derechos Civiles y Políticos. El último condenado a muerte fue ahorcado por el delito de asesinato el 31 de mayo de 1988. En abril de 2015, tras el asesinato de una mujer en el sur de Hungría, el primer ministro Viktor Orbán sugirió que Hungría reinstaurara la pena capital. Esta declaración provocó una fuerte reacción por parte de los funcionarios de la UE y, como resultado, Orbán tuvo que retractarse. La Unión Europea mantiene una fuerte oposición a la pena de muerte en su relación con el Plan de Acción sobre Derechos Humanos y Democracia.

## Propuestas de reintroducción de la pena de muerte
En ese debate parlamentario sobre la pena capital, Orbán afirmó que la UE atacó la implementación de penas de prisión perpetua argumentando en contra de que los delincuentes habituales sean reincorporados a la sociedad. El Comité de Libertades Civiles celebró un debate el jueves 7 de mayo sobre cómo actuar con la sugerencia de reintroducir la noción de pena capital. El debate se discute con Viktor Orbán sobre la reintroducción de la pena de muerte y mostró los puntos de vista de Orbán sobre la abolición de la pena capital, estaba molesto con el veredicto de permitir que los delincuentes habituales regresaran a la sociedad. En abril de 2015, tras el asesinato de una mujer en el sur de Hungría, el primer ministro Orbán sugirió que Hungría reinstaurara la pena capital. Esta declaración provocó una fuerte reacción por parte de los funcionarios de la UE y, como resultado, Orbán tuvo que retractarse.
El Movimiento Nuestra Patria es el partido más grande de Hungría que pide la introducción de la pena de muerte.
Para las elecciones de 2015, el Jobbik prometió reinstaurar la pena de muerte si llegaban al poder.

## Comparación con otros países
El número de ejecuciones de Hungría estuvo empatado con los países Polonia y Namibia con 1.988 ejecuciones antes de que fuera abolido. Con el paso del tiempo, la noción de la pena capital se fue menospreciando de manera lenta pero segura en la opinión pública húngara, pero en diferentes situaciones. Hubo una disminución significativa en los homicidios de 2016 a 2017, pero los delitos residenciales siguen siendo un problema importante y siguen siendo una preocupación. Hungría no es el único país denunciado por la Unión Europea sobre el tema de la pena capital. La Unión Europea había denunciado la decisión del parlamento de Papúa Nueva Guinea de restablecer la pena de muerte. La Unión Europea mantiene una fuerte oposición a la pena de muerte en su relación con el Plan de Acción sobre Derechos Humanos y Democracia. La abolición universal de la pena de muerte es una de las prioridades clave de su política de derechos humanos descrita en las directrices de la UE sobre la pena de muerte. Muchos ciudadanos y funcionarios húngaros no están de acuerdo con esta noción y la reintroducción por parte de Viktor Orbán no solo incitó a los funcionarios de la UE sino también a otros países. La propia UE ha declarado que lamenta haber allanado el camino para la pena de muerte en Papúa Nueva Guinea con la adopción de enmiendas a la Ley del Código Penal. La UE más allá declaró que en todo el mundo la pena capital ha sido demostrada con la prohibición de pena capital. La UE muestra a menudo su postura sobre la pena de muerte como en el quinto Día Mundial contra la Pena de Muerte, y afirmó que la abolición de la noción contribuye a la integridad humana y la moralidad.

## Consecuencias de la abolición de la pena de muerte
Sin embargo, desde que se abolió la pena capital, los delitos cometidos por agentes de policía no han hecho más que aumentar con el tiempo y ahora ocupa el puesto 32 entre los 86 principales países que tienen problemas con los delitos cometidos por agentes de policía. Estos delitos han sido destacados incluso cuando no se abolió la pena de muerte; parece que ha habido una disminución en la tasa de criminalidad. La UE afirma que la abolición de la pena capital fue un desarrollo progresivo de los derechos humanos y debe ser considerado en el progreso del derecho a la vida otorgado a los seres humanos. Hubo una encuesta sobre el tema del soborno dentro de la comunidad policial, sin embargo, solo 150 respondieron cuando se pretendía sondear las opiniones de 300 oficiales. Las respuestas de la encuesta también indicaron que el 57 por ciento creía que los líderes policiales eran moral y profesionalmente incapaces de liderar una unidad cohesiva contra la corrupción en su policía.

## Opinión pública
| Año  | A favor de la pena de muerte (%) | En ciertos casos casos / casos especiales (%) | En contra de la pena de muerte (%) | No sabe / No opina (%) |
| ---- | -------------------------------- | --------------------------------------------- | ---------------------------------- | ---------------------- |
| 1991 | 77                               | —                                             | 23                                 | —                      |
| 2001 | 64                               | —                                             | 29                                 | 7                      |
| 2002 | 60                               | —                                             | 32                                 | 8                      |
| 2007 | 63                               | 7                                             | 28                                 | 2                      |
| 2012 | 55                               | 11                                            | 33                                 | 1                      |
| 2015 | 58                               | —                                             | 37                                 | 5                      |
| 2017 | 24                               | 52                                            | 21                                 | 3                      |